# Beresiwka (Charkiw)
Beresiwka (ukrainisch Березівка; russisch Березовка Beresowka) ist eine Siedlung städtischen Typs in der ukrainischen Oblast Charkiw mit etwa 1600 Einwohnern (2019).
Die 1629 erstmals schriftlich erwähnte Ortschaft erhielt 1969 den Status einer Siedlung städtischen Typs. Der Name Beresiwkas stammt vom heute größtenteils verlandeten, gleichnamigen Fluss, der nur noch eine Anreihung von Teichen im Ort bildet.
Im Süden grenzt Beresiwka an das Stadtgebiet von Piwdenne. Das Stadtzentrum von Charkiw liegt 18 km nordöstlich der Ortschaft.
Am 10. Februar 2018 wurde die Siedlung ein Teil der neugegründeten Siedlungsgemeinde Pissotschyn, bis dahin bildete sie die gleichnamige Siedlungratsgemeinde Beresiwka (Березівська селищна рада / Beresiwska selyschtschna rada) im Zentrum des Rajons Charkiw.

## Persönlichkeiten
- Arsenij Batahow (* 2002), Fußballspieler